# 飽和甘汞電極
饱和甘汞电极（英語： saturated calomel electrode，縮寫為：SCE）是基于元素汞和氯化亞汞之间反应的参比电极。它已被銀/氯化银參考电极广泛取代，但甘汞电极以更坚固而著称。飽和甘汞電極中与汞和氯化亞汞（Hg2Cl2 ，又被稱為“甘汞”）接触的水相是氯化钾水溶液。电极通常通过作為鹽橋的多孔玻璃熔塊连接到另一个电极浸入的溶液。这种多孔熔块是盐桥。
飽和甘汞电极的縮寫標記法为：
{\displaystyle {\ce {{Cl^{-}}(4M)|{Hg2Cl2(s)}|{Hg(l)}|Pt}}}

## 电解理论

### 溶度積
飽和甘汞电极的電極反應基于以下的氧化还原反应：
{\displaystyle {\ce {Hg2^2+ + 2e^- <=> 2Hg(l)}},\qquad {\ce {with}}\quad E_{{\ce {Hg2^2+/Hg}}}^{0}=+0.80\ {\ce {V}}}
{\displaystyle {\ce {Hg2Cl2 + 2e^- <=> 2Hg(l) + 2Cl^-}},\qquad {\ce {with}}\quad E_{{\ce {Hg2Cl2/Hg, Cl-}}}^{0}=+0.27\ {\ce {V}}}
以上兩半反应可以平衡为以下反应
{\displaystyle {\ce {Hg2^2+ + 2Cl^- + 2Hg(l) <=> Hg2Cl2(s) + 2Hg(l)}},\qquad {\ce {with}}\quad E_{{\ce {Hg2Cl2/Hg2^2+, Cl-}}}^{0}=+0.53\ {\ce {V}}} .
以上反應可简化为氯化亞汞的沉淀反应，平衡常数为溶解积。
{\displaystyle {\ce {Hg2^2+ + 2Cl^- <=> Hg2Cl2(s)}},\qquad K_{sp}=a_{{\ce {Hg2^2+}}}a_{{\ce {Cl-}}}^{2}=[{\ce {Hg2^2+}}]\cdot [{\ce {Cl-}}]^{2}}
这些半反应的能斯特方程为：
{\displaystyle {\begin{cases}E_{{\frac {1}{2}}{\ce {cathode}}}&=E_{{\ce {Hg_2^2+/Hg}}}^{0}-{\frac {RT}{2F}}\ln {\frac {1}{a_{{\ce {Hg2^2+}}}}}\qquad &{\text{in which}}\quad E_{{\ce {Hg2^2+/Hg}}}^{0}=+0.80\ {\ce {V}}.\\E_{{\frac {1}{2}}{\ce {anode}}}&=E_{{\ce {Hg2Cl2/Hg,Cl-}}}^{0}-{\frac {RT}{2F}}\ln a_{{\ce {Cl-}}}^{2}\qquad &{\text{in which}}\quad E_{{\ce {Hg2Cl2/Hg, Cl-}}}^{0}=+0.27\ {\ce {V}}.\\\end{cases}}}
平衡反应的能斯特方程为：
{\displaystyle {\begin{aligned}E_{{\ce {cell}}}&=E_{{\frac {1}{2}}{\ce {cathode}}}-E_{{\frac {1}{2}}{\ce {anode}}}\\&=E_{{\ce {Hg2Cl2/Hg2^2+, Cl-}}}^{0}-{\frac {RT}{2F}}\ln {\frac {1}{{\ce {[Hg2^2+]}}\cdot {\ce {[Cl^-]}}^{2}}}\\&=E_{{\ce {Hg2Cl2/Hg2^2+, Cl-}}}^{0}-{\frac {RT}{2F}}\ln {\frac {1}{K_{sp}}}\qquad {\text{in which}}\quad E_{{\ce {Hg2Cl2/Hg2^2+, Cl-}}}^{0}=+0.53\ {\ce {V}}\end{aligned}}}
其中E0是反应的标准电极电位，{\displaystyle {\ce {a_{{Hg_{2}}^{2+}}}}}是亞汞离子的活度（每公升1 摩尔液体的活度为 1）。
在平衡时，
{\displaystyle \Delta G=-nFE=0\mathrm {J/mol} }, 或等效地{\displaystyle E_{\text{cell}}=0\ \mathrm {V} } .
这种等式使我们能够找到溶度积。
{\displaystyle E_{\text{cell}}=E_{{\ce {Hg2Cl2/Hg2^2+, Cl-}}}^{0}-{\frac {RT}{2F}}\ln {\frac {1}{{\ce {[Hg2^2+]}}\cdot {\ce {[Cl^-]}}^{2}}}=+0.53+{\frac {RT}{2F}}\ln {K_{sp}}=0\ {\ce {V}}}
{\displaystyle {\begin{aligned}\ln {K_{sp}}&=-0.53\cdot {\frac {2F}{RT}}\\K_{sp}&=e^{-0.53\cdot {\frac {2F}{RT}}}\\&=[{\ce {Hg2^2+}}]\cdot [{\ce {Cl-}}]^{2}=1.184\times 10^{-18}\end{aligned}}}
由于氯离子浓度高，汞离子浓度（{\displaystyle {\ce {[Hg2^2+]}}}） 低。这降低了使用標準甘汞電極研究者發生汞中毒和其他汞问题的风险。

### 飽和甘汞電極電動勢
{\displaystyle {\ce {Hg2Cl2 + 2e- <=> 2Hg(l) + 2Cl^-}},\qquad {\ce {with}}\quad E_{{\ce {Hg2Cl2/Hg, Cl-}}}^{0}=+0.27\ {\ce {V}}}
{\displaystyle {\begin{aligned}E_{{\frac {1}{2}}{\ce {SCE}}}&=E_{{\ce {Hg2Cl2/Hg,Cl-}}}^{0}-{\frac {RT}{2F}}\ln a_{{\ce {Cl-}}}^{2}\\&=+0.27-{\frac {RT}{F}}\ln[{\ce {Cl-}}].\end{aligned}}}
该方程中唯一的变量是氯阴离子的活性（或浓度）。但是由于内部溶液為飽和氯化钾溶液，这种活性是由氯化钾的溶解度决定的，即：342 g/L/74.5513 g/mol = 4.587 M  (20 °C)  。此導致飽和甘汞電極在20 °C 下相對於标准氢电极具有+0.248 V的電位，而在25 °C 時飽和甘汞電極相對於标准氢电极具有+0.244 V的電位，但此值在氯離子濃度更高時數值會更高。  舉例而言, 在25°C 下，3.5M氯化鉀水溶液條件下的甘汞電極相較於标准氢电极電位為+0.250 V 。而在1M氯化鉀水溶液條件下的甘汞電極相較於标准氢电极電位為+0.283 V。

## 应用
飽和甘汞電極可用于pH测量、循环伏安法和一般在水溶液中的電化學。
该电极和银/氯化银参考电极的工作方式相同。在两个电极中，金属离子的活性由金属盐的溶解度决定。
飽和甘汞电极含有汞，与银/氯化银参考电极中使用的银金属相比，汞对健康的危害要大得多。